# Aggsbach
Aggsbach ist eine Marktgemeinde mit 615 Einwohnern (Stand 1. Jänner 2025) im Bezirk Krems-Land in Niederösterreich.

## Geografie

### Geografische Lage
Aggsbach liegt am linken Donauufer in der Wachau in Niederösterreich und gehört zum Bezirk Krems an der Donau.

### Gemeindegliederung
Das Gemeindegebiet umfasst folgende vier Ortschaften (in Klammern Einwohnerzahl Stand 1. Jänner 2025):
- Aggsbach Markt (380) samt Seeb
- Groisbach (69)
- Köfering (26)
- Willendorf in der Wachau (140)

Die Gemeinde besteht aus den Katastralgemeinden Aggsbach, Groisbach, Köfering und Willendorf.

### Eingemeindungen
Mit 1. Jänner 1972 wurden die Gemeinden Aggsbach Markt und Willendorf in der Wachau zur Gemeinde Aggsbach vereinigt.

### Nachbargemeinden
|             | Spitz   | Rossatz-Arnsdorf           |
| Maria Laach | Kompass | Schönbühel-Aggsbach (Melk) |
|             |         |                            |

## Geschichte
In einer Zwischeneiszeit vor 25.000 Jahren wurde die weltberühmte „Venus von Willendorf“ geschaffen – eine vollständig erhaltene Fruchtbarkeitsstatue.
Aggsbach wurde bereits 1148 urkundlich als „Accusabah“ erwähnt. Der Name bedeutet Axtbach, möglicherweise liegt hier jedoch auch ein alter keltischer Gewässername zu Grunde.
Im Jahr 1938 waren laut Adressbuch von Österreich in Aggsbach ein Arzt, zwei Bäcker, ein Bootsbauer, zwei Fleischer, ein Friseur, sechs Gastwirte, zwei Gemischtwarenhändler, zwei Holzhändler, ein Sattler, ein Schmied, ein Schneider und eine Schneiderin, zwei Schuster und mehrere Landwirte ansässig. Weiters existierte ein Elektrizitätswerk und eine Motorbootüberfuhr nach Aggsbach Dorf.

### Einwohnerentwicklung
| Aggsbach: Einwohnerzahlen von 1869 bis 2025         | Aggsbach: Einwohnerzahlen von 1869 bis 2025 | Aggsbach: Einwohnerzahlen von 1869 bis 2025 | Aggsbach: Einwohnerzahlen von 1869 bis 2025 | Aggsbach: Einwohnerzahlen von 1869 bis 2025 |
| --------------------------------------------------- | ------------------------------------------- | ------------------------------------------- | ------------------------------------------- | ------------------------------------------- |
| Jahr                                                |                                             |                                             |                                             | Einwohner                                   |
| 1869                                                | 1869                                        |                                             | 744                                         | 744                                         |
| 1880                                                | 1880                                        |                                             | 696                                         | 696                                         |
| 1890                                                | 1890                                        |                                             | 625                                         | 625                                         |
| 1900                                                | 1900                                        |                                             | 687                                         | 687                                         |
| 1910                                                | 1910                                        |                                             | 719                                         | 719                                         |
| 1923                                                | 1923                                        |                                             | 696                                         | 696                                         |
| 1934                                                | 1934                                        |                                             | 710                                         | 710                                         |
| 1939                                                | 1939                                        |                                             | 669                                         | 669                                         |
| 1951                                                | 1951                                        |                                             | 726                                         | 726                                         |
| 1961                                                | 1961                                        |                                             | 673                                         | 673                                         |
| 1971                                                | 1971                                        |                                             | 710                                         | 710                                         |
| 1981                                                | 1981                                        |                                             | 711                                         | 711                                         |
| 1991                                                | 1991                                        |                                             | 735                                         | 735                                         |
| 2001                                                | 2001                                        |                                             | 719                                         | 719                                         |
| 2011                                                | 2011                                        |                                             | 683                                         | 683                                         |
| 2021                                                | 2021                                        |                                             | 642                                         | 642                                         |
| 2025                                                | 2025                                        |                                             | 615                                         | 615                                         |
| Quelle(n): Statistik Austria, Gebietsstand 1.1.2021 |                                             |                                             |                                             |                                             |

Von 1991 bis 2001 war die Geburtenbilanz negativ, sodass trotz leichter Zuwanderung die Einwohnerzahl abnahm. Seit 2001 sind sowohl Geburtenbilanz  als auch Wanderungsbilanz negativ.

## Kultur und Sehenswürdigkeiten

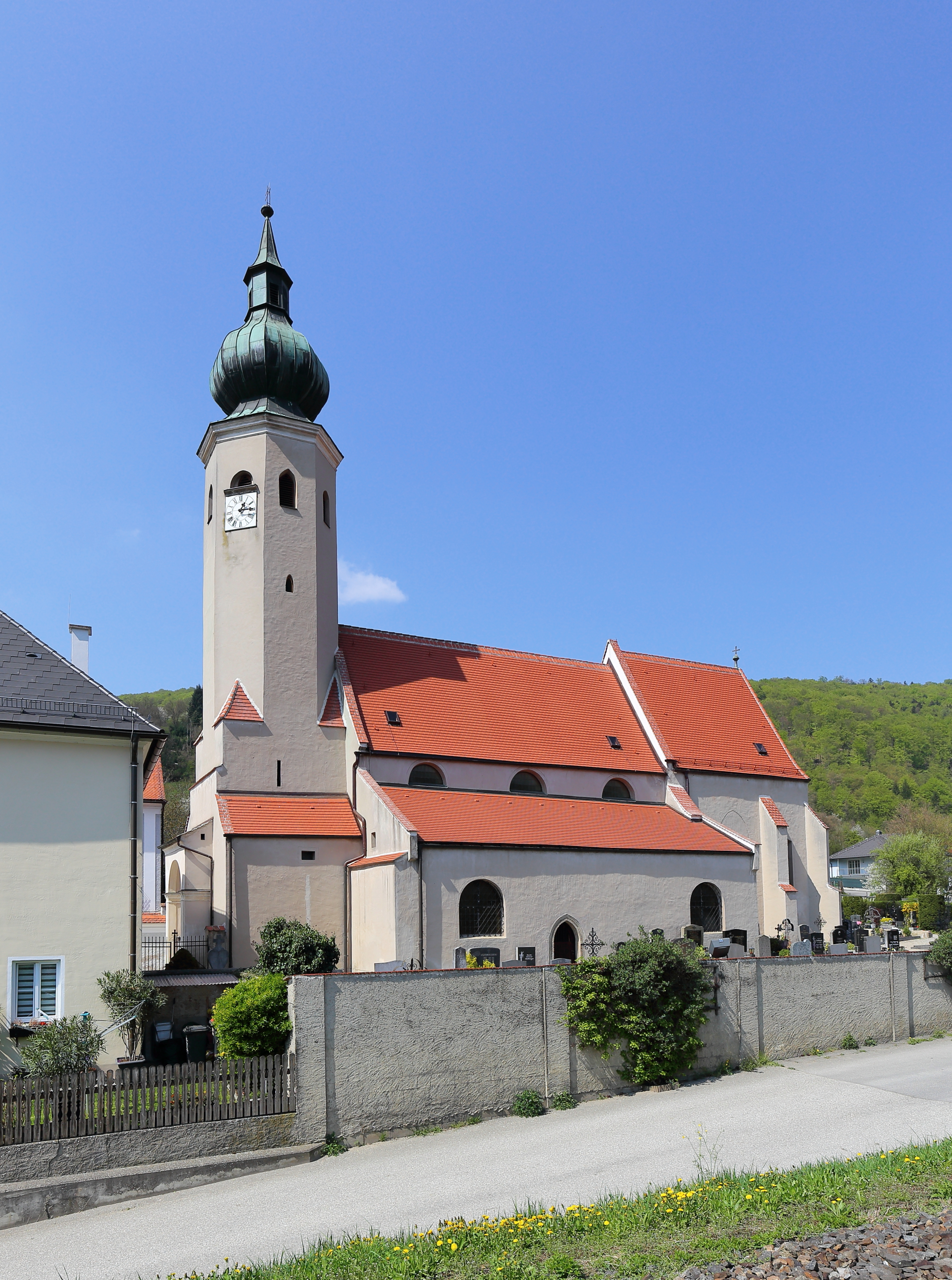
Pfarrkirche Aggsbach Markt

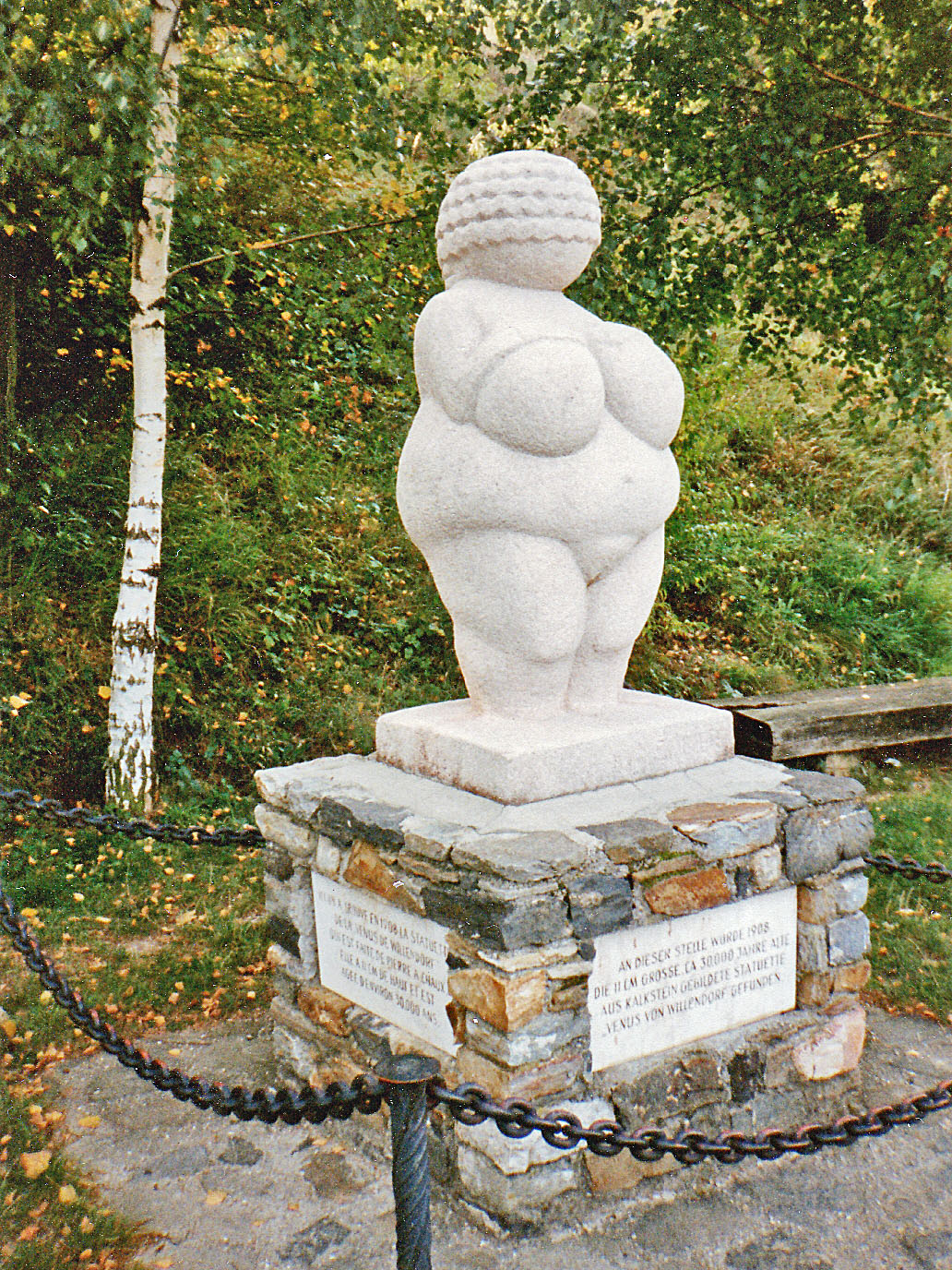
Denkmal beim Fundort der Venus von Willendorf

- Pfarrkirche Aggsbach Markt
- Venus von Willendorf

## Wirtschaft und Infrastruktur
Im Jahr 2010 gab es in Aggsbach 41 land- und forstwirtschaftliche Betriebe, davon acht Haupterwerbsbetriebe. Im sekundären Wirtschaftssektor gab es sechs Betriebe, die fünfzehn Menschen beschäftigten, zehn davon bei der Herstellung von Waren. Im tertiären Wirtschaftssektor beschäftigten 23 Betriebe 54 Personen, den Großteil in sozialen und öffentlichen Diensten (Stand 2011).

### Bildung
In Aggsbach befinden sich ein Kindergarten und eine Volksschule.

### Sicherheit
Es gibt zwei Freiwillige Feuerwehren in Aggsbach Markt und Willendorf in der Wachau.

## Politik

### Gemeinderat

#### Sitzverteilung im Gemeinderat nach den Wahlen
- Gemeinderatswahlen in Niederösterreich 1990: SPÖ 9, ÖVP 6.
- Gemeinderatswahlen in Niederösterreich 1995: SPÖ 8, ÖVP 7.[14]
- Gemeinderatswahlen in Niederösterreich 2000: ÖVP 8, SPÖ 7.[15]
- Gemeinderatswahlen in Niederösterreich 2005: ÖVP 10, SPÖ 5.[16]
- Gemeinderatswahlen in Niederösterreich 2010: ÖVP 8, SPÖ 5, WFE 2.[17]
- Gemeinderatswahlen in Niederösterreich 2015: ÖVP 9, SPÖ 9.[18]
- Gemeinderatswahlen in Niederösterreich 2020: ÖVP 11, SPÖ 4.[19]
- Gemeinderatswahlen in Niederösterreich 2025: ÖVP 12, SPÖ 3.[20]

### Bürgermeister
- 1999–2013 Hermann Gerstbauer (ÖVP)
- 2014–2020 Hannes Ottendorfer (ÖVP)
- 2020–2024 Josef Kremser (ÖVP)[21]
- seit 2024 Rainer Toifl (ÖVP)[22]

## Persönlichkeiten

### Söhne und Töchter der Gemeinde
- Sigismund Calles (1696–1767), Jesuit und Historiker
- Ilse Brem (* 1945), Lyrikerin und Schriftstellerin